# Selección masculina de rugby 7 de Indias Occidentales

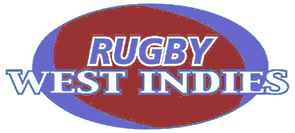

La selección masculina de rugby 7 de Indias Occidentales se estableció en 1975 y es el órgano rector de las doce uniones de las Indias Occidentales Británicas (Bahamas, Barbados, Bermudas, Islas Vírgenes Británicas, Islas Caimán, Guadalupe, Guyana, Jamaica, Martinica, Santa Lucía, San Vicente y Trinidad y Tobago).
La selección de rugby 7 de Indias Occidentales compite anualmente en los Carib 7 en Trinidad, los Deloitte 7 en las Islas Caimán y en las IRB Sevens World Series, compitiendo en los Hong Kong Sevens de 2001, Cardiff y Twickenham, Argentina y Chile en 2002, Los Ángeles en 2005 y 2006 y en San Diego en 2007 y 2008 .. Jugadores notables incluyen a Luther Burrell, Derek Hurdle Jr., Claudius Butts, Brendan O'Farrell, Kurt Johnson, Geoff Gregory, Mark Hamilton, Jonathan Cassidy, Ronald Silverthorne, Kevin MacKenzie, Theo Henry y Dan McGavern.